# Acapella (canção)
"Acapella" é uma canção da cantora americana Kelis, retirada de seu quinto álbum de estúdio, Flesh Tone, do qual foi o p̟rimeiro single. A canção representa uma mudança em relação aos singles anterioes de Kelis - que se orientavam para o R&B -, enquadrando-se nos gêneros dance e electro house. A canção, produzida por David Guetta, foi estreada na página de Kelis no Twitter, assim como no site oficial da artista, em novembro de 2009. Porém, foi lançada digitalmente em 23 de fevereiro de 2010.
Makeba Riddick, que está entre os cinco compositores da faixa, revelou que a canção anteriormente foi chamada de "Majestic".

## Faixas
Download Digital
1. "Acapella" - 4:08 (Jean Baptiste, Kelis, Makeba Riddick)

Acapella - The Remixes EP
1. "Acapella" (Benny Benassi Remix) - 6:20
2. "Acapella" (Guetta Extended Mix) - 5:41
3. "Acapella" (Dave Audé Extended Mix) - 8:08
4. "Acapella" (Bimbo Jones Remix) - 8:05
5. "Acapella" (Raw Man Remix) - 3:59
6. "Acapella" (Doman and Gooding Remix) - 6:01

US digital single
1. "Acapella" - 4:08
2. "Acapella" (Dave Audé remix)

France digital single
1. "Acapella" (versão do álbum) - 4:08
2. "Acapella" (Instrumental) - 4:08
3. "Acapella" (A Capella) - 3:42

## Vídeo Musical
O videoclipe de "Acapella" oi filmado na primeira semana de março de 2010 por uma equipe de produção britânica composta pelo fotógrafo de moda e de retratos John "Rankin" Waddell e pelo diretor musical Chris Cottam. O vídeo da música foi lançado em 29 de março de 2010.
Técnico e detalhes da produção
Adaptado do site Video Static.
- Diretores - John "Rankin" Waddell, Chris Cottam, colehrlich
- Produtores - Coleen Haynes, Ron Mohrhoff, Nicole Ehrlich
- Produtora - HSI
- DP - Christopher Probst
- Editor - Zuk
- Designer de produção - Charles Infante
- Stylist - Paula Bradley
- Cabelo - Anthony Dickey
- Make-up - Kathy Yeung
- Pintor corpo - Nelly Recchia[4]

## Gráficos de Desempenho
Nos EUA, "Acapella" foi o terceiro solo de Kelis, e o primeira vez desde "Milkshake", a alcançar o número um da parada Dance Club Songs, da Billboard (não contando com a sua participação em "Not in Love" dela com Enrique Iglesias, que também alcançou o topo dessa parada). Permaneceu no número um durante uma semana.
Em 15 de abril de 2010, "Acapella" estreou na Irish Singles Chart, da República da Irlanda, no número 30, e dois dias depois estreou no Reino Unido, no número de cinco, fazendo de "Acapella" a sexta canção de Kelis como artista principal a entrar no top 5 do UK Singles Chart. "Acapella" também estreou no número um na parada dance britânica.
| Desempenho (2010)                                | Posição |
| ------------------------------------------------ | ------- |
| Bélgica - Flandres                               | 20      |
| Bélgica - Valônia                                | 27      |
| Irlanda - Irish Charts                           | 30      |
| Reino Unido - UK Dance Chart                     | 1       |
| Reino Unido - UK Singles Chart                   | 5       |
| Estados Unidos - Billboard Dance/Club Play Songs | 1       |

## Histórico de lançamento
| País           | Data                    | Formato          | Gravadora             |
| -------------- | ----------------------- | ---------------- | --------------------- |
| Estados Unidos | 23 de fevereiro de 2010 | Download Digital | will.i.am group music |
| França         | 5 de abril de 2010      | Download Digital | Polydor Records       |
| Reino Unido    | 11 de abril de 2010     | Download Digital | Polydor Records       |
| Alemanha       | 7 de maio de 2010       | CD single        | Universal Music       |
| Reino Unido    | 10 de maio de 2010      | CD single        | Polydor Records       |